# Deuxième circonscription de la préfecture d'Osaka
La deuxième circonscription de la préfecture d'Osaka (大阪府第2区, Ōsaka-fu dai-ni-ku) est l'une des dix-neuf circonscriptions législatives que compte la préfecture d'Osaka au Japon.

## Description géographique
Entre 1994 et 2017, la deuxième circonscription de la préfecture d'Osaka correspondait aux arrondissements d'Abeno, Higashisumiyoshi et Hirano de la ville d'Osaka.
Depuis 2017, elle comprend les mêmes unités administratives ainsi que l'arrondissement d'Ikuno.

## Députés
| Législature | Début de mandat | Fin de mandat | Député élu             | Parti politique | Parti politique |
| ----------- | --------------- | ------------- | ---------------------- | --------------- | --------------- |
| 41e         | 1996            | 2000          | Megumu Satō (ja)       |                 | Shinshintō      |
| 42e         | 2000            | 2003          | Akira Satō (ja)        |                 | PLD             |
| 43e         | 2003            | 2005          | Akira Satō (ja)        |                 | PLD             |
| 44e         | 2005            | 2009          | Shika Kawajō           |                 | PLD             |
| 45e         | 2009            | 2012          | Hitoshi Hagihara (ja)  |                 | PDJ             |
| 46e         | 2012            | 2014          | Akira Satō             |                 | PLD             |
| 47e         | 2014            | 2017          | Akira Satō             |                 | PLD             |
| 48e         | 2017            | 2021          | Akira Satō             |                 | PLD             |
| 49e         | 2021            | 2024          | Tadashi Morishima (ja) |                 | Ishin           |
| 50e         | 2024            | -             | Tadashi Morishima (ja) |                 | Ishin           |